# Gainan Saidkhuzhin
Gaynan Rakhmatovich Saydkhuzhin (30 de junho de 1937 — 13 de maio de 2015) foi um ciclista russo que competiu pela União Soviética nos Jogos Olímpicos de Verão de 1960 e 1964.